# Agathia catenaria
Agathia catenaria là một loài bướm đêm trong họ Geometridae.